# Charlie Daniels (zanger)
Charles Edward "Charlie" Daniels (Leland (North Carolina), 28 oktober 1936 - Hermitage, Tennessee,  6 juli 2020) was een Amerikaans zanger, gitarist en fiddler, gespecialiseerd in countrymuziek en southern rock. Hij was vooral bekend door zijn hit "The Devil Went Down to Georgia". Daniels was sinds de jaren 50 van de 20e eeuw actief als zanger. Op 24 januari 2008 werd hij opgenomen in de Grand Ole Opry.

## Biografie
Daniels werd geboren op 28 oktober 1936. In zijn jeugd luisterde hij vaak naar gospelmuziek, lokale bluegrassbands, rhythm-and-blues en country. In 1955 studeerde hij af van de middelbare school. In plaats van door te studeren, besloot hij een rock-'n'-rollband op te richten.
Daniels begon in de jaren 50 met het schrijven en maken van muziek. In 1964 schreef hij samen met Joy Byers het lied "It Hurts Me" voor Elvis Presley. Verder werkte hij als sessiemuzikant voor producer Bob Johnston, waaronder drie albums van Bob Dylan in 1969 en 1970. In 1969 produceerde hij het album Elephant Mountain van The Youngbloods.
In 1971 nam Daniels zijn eerste soloalbum op; Charlie Daniels. In 1973 volgde zijn tweede album, Honey in the Rock. Op dit album stond Daniels' eerste hit, de novelty "Uneasy Rider". Dit lied haalde de negende plek in de Billboard Hot 100. Tijdens dezelfde periode speelde Daniels fiddle op meerdere albums van de Marshall Tucker Band: "A New Life", "Where We All Belong", "Searchin' For a Rainbow", "Long Hard Ride" en "Carolina Dreams".
In 1974 organiseerde Daniels het eerste Volunteer Jam-concert. Dit concert groeide nadien uit tot een jaarlijkse traditie. In 1975 had hij een top 30-hit als leider van de Charlie Daniels Band met het southernrock-lied "The South's Gonna Do It Again". "Long Haired Country Boy" werd eveneens een kleine hit dat jaar.
In 1979 bracht Daniels zijn bekendste hit uit, "The Devil Went Down to Georgia". Het lied haalde de derde plaats in de Billboard Hot 100 en leverde Daniels een Grammy Award voor beste countryzanger op. Het lied verkreeg grote bekendheid toen het werd gebruikt in de soundtrack van de film Urban Cowboy. Daniels zelf speelde ook een rolletje in deze film. Dit lied is tot op de dag van vandaag Daniels’ grootste succes. Het wordt in de Verenigde Staten nog geregeld gedraaid op radiozenders gespecialiseerd in classic rock en country.
Na "The Devil Went Down to Georgia" scoorde Daniels nog een paar andere noemenswaardige hits, waaronder "In America" (#11 in 1980), "The Legend of Wooley Swamp" (#31 in 1980), en "Still in Saigon" (#22 in 1982). In 1980 nam Daniels deel aan het country-conceptalbum The Legend of Jesse James.
Eind jaren 80 en jaren 90 waren meerdere van Daniels' albums en singles hits in de countryhitlijsten. Daniels bracht in deze periode ook meerdere gospel- en christelijke albums uit.
In 2000 componeerde Daniels de filmmuziek voor Across the Line. In 2005 had hij een cameo in Gretchen Wilsons videoclip voor het lied "All Jacked Up". In 2006 trad hij samen met Little Richard, Bootsy Collins, en andere muzikanten op als achtergrondband voor Hank Williams jr.'s optreden tijdens Monday Night Football.
Op 18 oktober 2005 werd Charlie Daniels geëerd als een BMI-icoon tijdens de 53e BMI Country Awards. Daniels had op dit punt in zijn carrière zes BMI Country Awards gewonnen, waarvan de eerste in 1976 voor "The South's Gonna Do It Again".
In november 2007 kreeg Daniels van Martina McBride een uitnodiging om lid te worden van de Grand Ole Opry. Op 19 januari 2008 werd hij door Marty Stuart en Connie Smith geïntroduceerd als lid tijdens een optreden in het Ryman Auditorium.
In Mount Juliet werd een park naar Daniels vernoemd. Hij houdt in zijn vrije tijd van jagen, vissen en andere buitenactiviteiten. Hij is lid van de National Rifle Association (NRA). Hij gaat nog regelmatig op tournee. Tevens speelde hij mee in een reeks televisiereclames voor autoverzekering GEICO. In 2009 kreeg hij een ster in de Music City Walk of Fame en in hetzelfde jaar werd hij opgenomen in de Musicians Hall of Fame, beide in Nashville.

## Familie
Daniels trouwde in 1963 met zijn vrouw Hazel. Samen hadden ze een zoon en drie kleinkinderen. Hij overleed op 83-jarige leeftijd en zijn graf is in Mount Juliet Memorial Gardens Mount Juliet.

## Hitlijsten

### Top 40
| Single met eventuele hitnotering(en) in de Nederlandse Top 40 | Datum van verschijnen | Datum van binnenkomst | Hoogste positie | Aantal weken | Opmerkingen |
| ------------------------------------------------------------- | --------------------- | --------------------- | --------------- | ------------ | ----------- |
| The Devil Went Down to Georgia                                | 1979                  | 17-11-1979            | 25              | 4            |             |

### NPO Radio 2 Top 2000
| Nummer met noteringen in de NPO Radio 2 Top 2000 | '99 | '00 | '01 | '02 | '03  | '04  | '05  | '06  | '07  | '08  | '09  | '10  | '11  | '12  | '13  | '14  | '15  | '16  | '17  |
| ------------------------------------------------ | --- | --- | --- | --- | ---- | ---- | ---- | ---- | ---- | ---- | ---- | ---- | ---- | ---- | ---- | ---- | ---- | ---- | ---- |
| The Devil Went Down to Georgia                   | 754 | -   | 607 | 878 | 1209 | 1235 | 1395 | 1328 | 1410 | 1282 | 1214 | 1293 | 1472 | 1504 | 1477 | 1232 | 1618 | 1652 | 1461 |

1. ↑  Een '-' betekent dat het nummer niet was genoteerd en een vetgedrukt getal geeft de hoogste notering aan.
2. ↑  Deze tabel is bijgewerkt tot en met de laatste editie (2024).